# Ugo Fangareggi
Ugo Fangareggi (Génova, 30 de enero de 1938 – Roma, 20 de octubre de 2017) fue un actor italiano.

## Biografía
Fangareggi trabajaba de técnico dental cuando en 1961 supo que Luigi Squarzina lo había elegido para actuar en la obra Ciascuno a suo modo.
Posteriormente, se trasladó a Roma para centrarse en la actuación profesional y en poco tiempo, se convirtió en uno de los actores más activos del panorama italiano. Centrándose sobre todo en roles cómicos, su papel más destacado es el de Mangold en la película La armada Brancaleone de Mario Monicelli.
Fangareggi también estuvo presente en numerosas series de televisión. Su serie más famosa fue la del "L'egoista" de Giampiero Albertini.
El 20 de octubre de 2017, Fangareggi moría en Roma después de una larga batalla contra el Parkinson a los 79 años de edad..